# 韋基火山

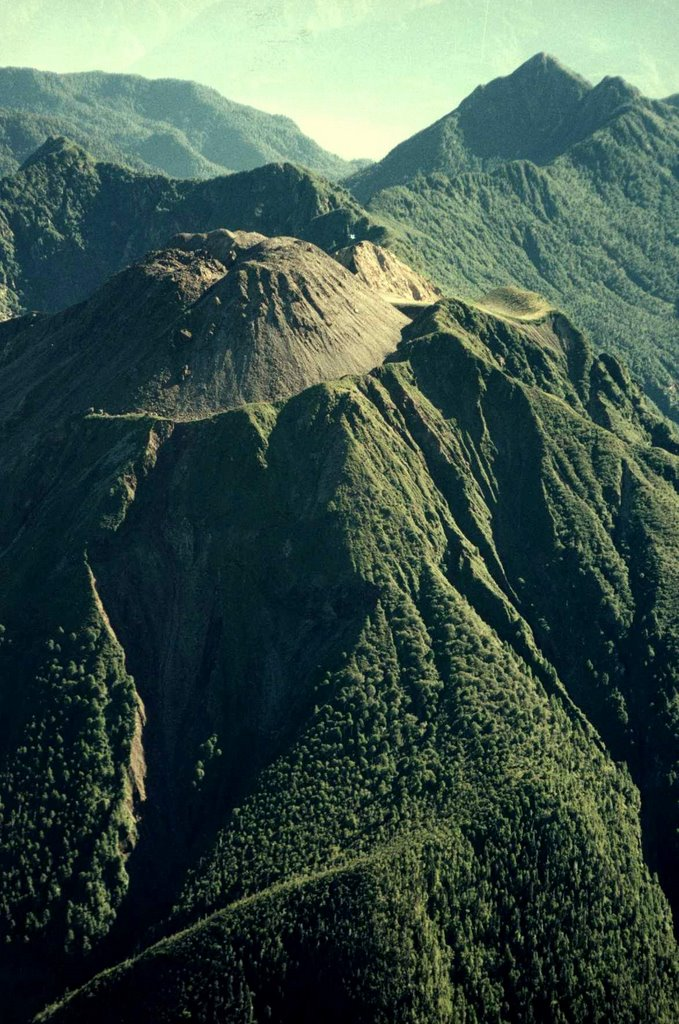
韋基火山航拍图

42°22′36″S 72°34′41″W / 42.37667°S 72.57806°W
韋基火山（西班牙語：Volcán Huequi），是智利的火山，g位於該國南部湖大區，屬於安第斯山脈的一部分，該火山海拔高度1,318米，最近一次火山噴發在1920年發生。